# David Moroder
David Artur Moroder (geboren 28. Januar 1931 in St. Ulrich in Gröden; gestorben 10. März 1997 ebenda) war ein italienischer Bildhauer und Rennrodler.

## Leben

Denkmal für Salvo D’Acquisto im Peter-Rosegger-Park in Bozen (1990)

David Moroder stammt aus der Grödner Handwerkerfamilie Moroder. Er hatte vier Söhne, darunter Walter Moroder, der als Bildhauer auch mit modernen Materialien arbeitet. Als Bildhauer arbeitete er mit Holz und Bronze. Künstlerische Impulse empfing er von seinem Bruder Rudolf Moroder und von Augusto Murer. Er hatte private und öffentliche Auftraggeber und nahm an verschiedenen Ausstellungen in der Region teil.
Moroder war als Rennrodler sportlich aktiv. Er wurde 1959 Dritter im Einsitzer bei den Rennrodel-Weltmeisterschaften in Villard-de-Lans und 1961 zusammen mit Raimondo Prinoth Zweiter im Doppelsitzer bei den Weltmeisterschaften in Girenbad.